# Ламин, Насир
Насир Ламин (англ. Nasir Lamine; 7 февраля 1985) — ганский футболист, полузащитник клуба «Нью-Эдубиас Юнайтед». Участник летних Олимпийских игр 2004 года.

## Биография
Насир Ламин родился 7 февраля 1985 года.

### Клубная карьера
Начал профессиональную карьеру в 2003 году в клубе чемпионата Ганы — «Ашанти Голд». В составе команды становился чемпионом Ганы. В сезоне 2007/08 играл за ганский клуб «Кессбен». С 2012 года является игроком команды «Нью-Эдубиас Юнайтед». В сезоне 2012/13 в составе команды провёл 16 матчей и забил 1 гол.

### Карьера в сборной
В августе 2004 году главный тренер олимпийской сборной Ганы Марьяну Баррету вызвал Насира на летние Олимпийские игры в Афинах. В команде он получил 2 номер. В своей группе ганцы заняли третье место, уступив Парагваю и Италии, обогнав при этом Японию. Ламин сыграл лишь в одной игре против Японии.

## Достижения
- Чемпион Ганы (1): 2005/06